# Филипп I Красивый
Филипп I Австрийский, по прозвищу Красивый (исп. Felipe I de Habsburgo el Hermoso; 22 июля 1478, Брюгге — 25 сентября 1506, Бургос) — герцог Бургундии под именем Филипп IV (с 1482 года) и король Кастилии под именем Филипп I (с 1504 года), первый представитель династии Габсбургов на испанском престоле.

## Биография
Филипп был единственным выжившим сыном австрийского эрцгерцога Максимилиана I, будущего императора Священной Римской империи, и Марии Бургундской, наследницы владений Бургундского дома. Своё имя он получил в честь прадеда герцога Филиппа Доброго.
После его рождения агенты французского короля Людовика XI распространяли слухи, будто бы родилась девочка. Тогда крёстная мать мальчика Маргарита Йоркская обнажила его прилюдно на рыночной площади Брюгге, дабы развеять слухи. 27 марта 1482 года трёхлетний наследник лишился матери, которая скончалась в результате несчастного случая на охоте. Мария Бургундская назначила Филиппа и дочь Маргариту наследниками при регентстве Максимилиана до их совершеннолетия. Филипп унаследовал огромное и богатое Бургундское государство, в состав которого входили, помимо герцогства Бургундии, Брабант, Лимбург, Люксембург, Артуа, Франш-Конте, Фландрия, Геннегау, Голландия, Намюр, Гелдерн и ряд других лёнов во Франции и империи.

### Герцог Бургундии

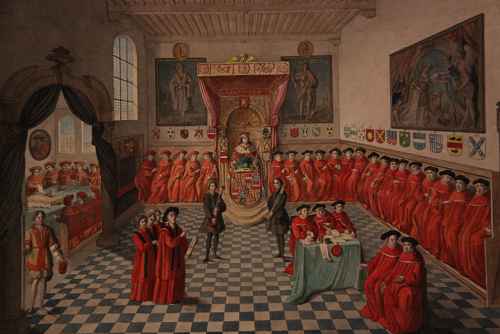
Эрцгерцог Филипп открывает заседание (1504) Великого совета Мехелена

В 1482 году, по Аррасскому договору, Маргариту как будущую французскую королеву увезли во Францию на воспитание. Филипп остался в бургундских Нидерландах. С 1480 года воспитателем принца был Оливье де Ламарш (1425-1502).
Хотя Максимилиан и принял опеку над Филиппом, в установлении регентства ему было сословиями бургундского государства отказано. В отличие от юного герцога, Максимилиан не пользовался поддержкой значительной части дворянства и городов Нидерландов. Конфликт между Максимилианом и оппозиционными его правлению сословиями осложнялся претензиями французского короля Людовика XI на наследство Марии Бургундской. По договору в Аррасе 1482 года Франш-Конте и Артуа были уступлены Франции.
Это развязало руки Максимилиану для борьбы с фламандскими сословиями, выступления которых уже переросли в открытый мятеж с требованием расширения самоуправления Нидерландов. Главными центрами восставших были города Гент и Брюгге. В последнем на некоторое время оказался в плену мятежников герцог Филипп. Борьба Максимилиана и городов продолжалась без особого успеха с той или иной стороны до 1494 года, когда Максимилиан, ставший в 1493 году императором Священной Римской империи, официально передал власть над Нидерландами и Бургундией своему сыну Филиппу, который, в свою очередь, пообещал соблюдать права и привилегии сословий и защищать законные интересы фламандских городов.
Незадолго до этого, в 1493 году, был заключён Санлисский договор с Францией, по которому Франш-Конте и Артуа возвращались герцогу Филиппу, а французский король получал Пикардию и собственно герцогство Бургундия. Это соглашение урегулировало франко-габсбургский спор о бургундском наследстве и подтвердило переход Нидерландов к Габсбургам.
В сентябре 1494 года 16-летнего Филиппа досрочно объявили совершеннолетним и освободили от отцовской опеки. Его единоличное правление в Нидерландах началось в относительно благоприятной обстановке. Волнения городов прекратились, а власть герцога ограничил совет, в который вошли ведущие бароны бургундского государства. Однако поддержка, оказанная Филиппом Перкину Уорбеку, самозванцу, претендовавшему на английский престол, серьёзно подорвала англо-бургундские отношения и привела к переносу центра торговли британской шерстью из Антверпена в Кале. В ответ герцог Филипп наложил эмбарго на ввоз шерсти и железа из Англии в свои владения. Конфликт крайне негативно сказался на экономике как Англии, так и Нидерландов, и вызвал новый рост недовольства во фламандских городах, лишившихся сырья для своей ткацкой промышленности.
Под давлением фламандцев и своего отца, заинтересованного в английской поддержке против Франции в начавшихся Итальянских войнах, Филипп в 1496 году пошёл на примирение с Генрихом VII и заключил всеобъемлющее торговое соглашение с Англией, известное под названием Intercursus Magnus. Этот договор оформил долгосрочный англо-бургундский военно-политический союз и установил свободу торговли между двумя странами. Свидетельством установления прочных дружественных отношений между Англией и Бургундией стала личная встреча Филиппа и короля Генриха VII в Кале в 1500 году.

### Дипломатический брак

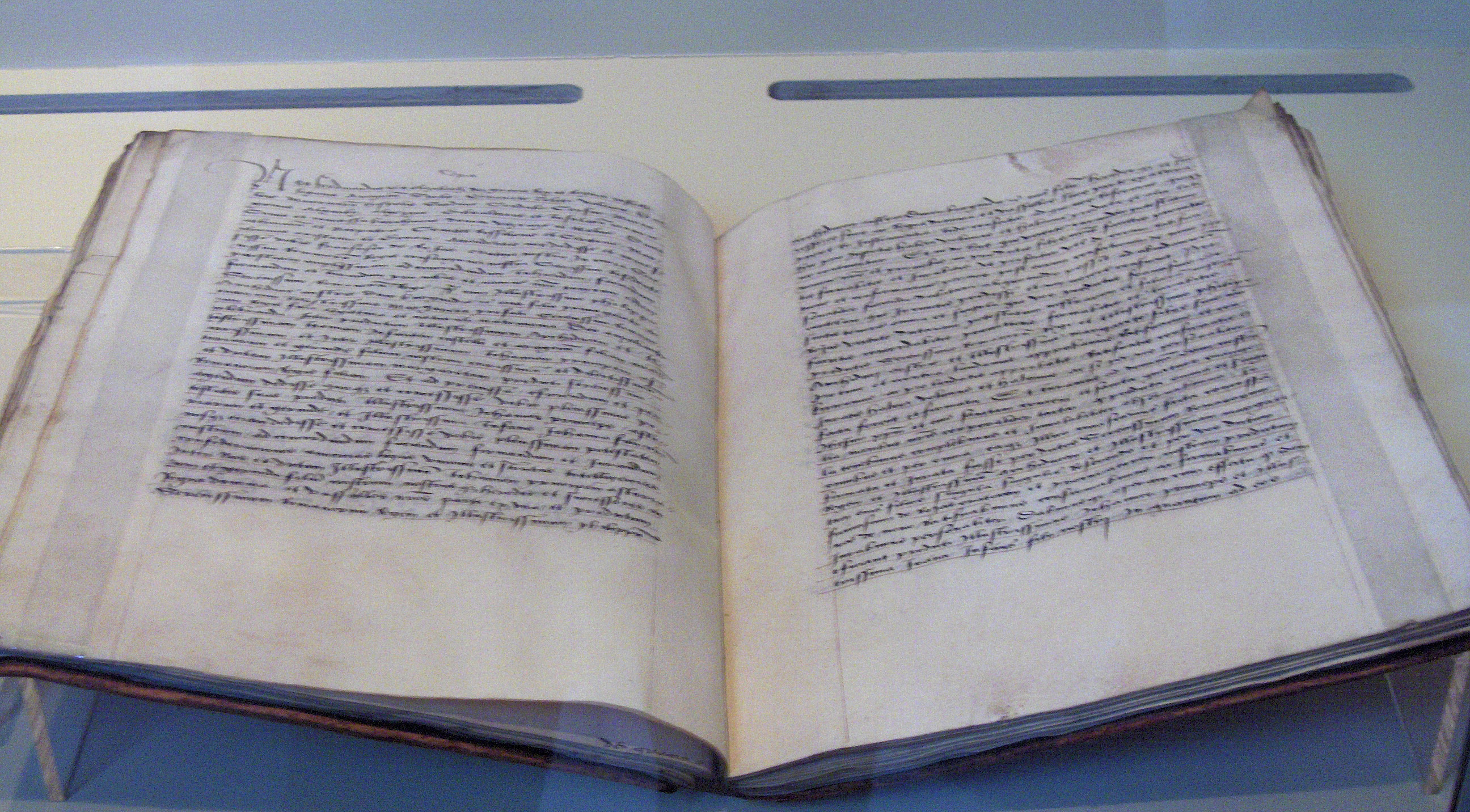
Брачный договор между Хуаной и Филиппом, 1495 г. Главный архив Симанкаса

Чтобы скрепить союз с императором  Максимилианом I против французской династии Валуа, испанские Католические короли (Изабелла, королева Кастилии, и Фердинанд II, король Арагона) предложили инфанту Хуану в жёны Филиппу и попросили руку Маргариты Австрийской для сына Хуана Арагонского. В Антверпене Хуану ждал грандиозный приём и официальная церемония. 19 октября она прибыла в Лир. Филипп с отцом несколько дней до этого охотился в Тироле.
Хуана, наконец, добравшаяся до северных земель, не была принята своим женихом. Франкофильские советники Филиппа ещё в 1496 году пытались убедить Максимилиана отдать предпочтение союзу с династией Франции.
Благодаря влиянию семьи Берг, 20 октября 1496 года состоялось бракосочетание 16-летней Хуаны и 18-летнего Филиппа в коллегиальной церкви святого Гуммара в городке Лир. Епископ Камбреский Анри де Берг провёл официальную церемонию. За свадьбой последовал придворный бал, народные гуляния и богатое застолье. Сдержанно-религиозный двор Кастилии разительно отличался от раскованной, праздничной, роскошной и пёстрой (полтора века страна доминировала на рынке тканей) обстановки бургундско-фламандского двора. Со смертью Марии Бургундской наследника Филиппа окружили сплошь бургундские советники и вельможи.
Сестра Филиппа Маргарита через полгода вышла замуж за Хуана Арагонского. Эти браки легли в основу династического союза Испании и дома Габсбургов, направленного против Франции. 
Хуана и Филипп понравились друг другу, однако Филипп вскоре охладел к жене, что вызвало в ней недовольство и ревность. Между 1498 и 1507 годами Хуана родила шесть детей: двух мальчиков и четыре девочки, каждый из которых в будущем получил титул императоров или королев.

### Король Кастилии

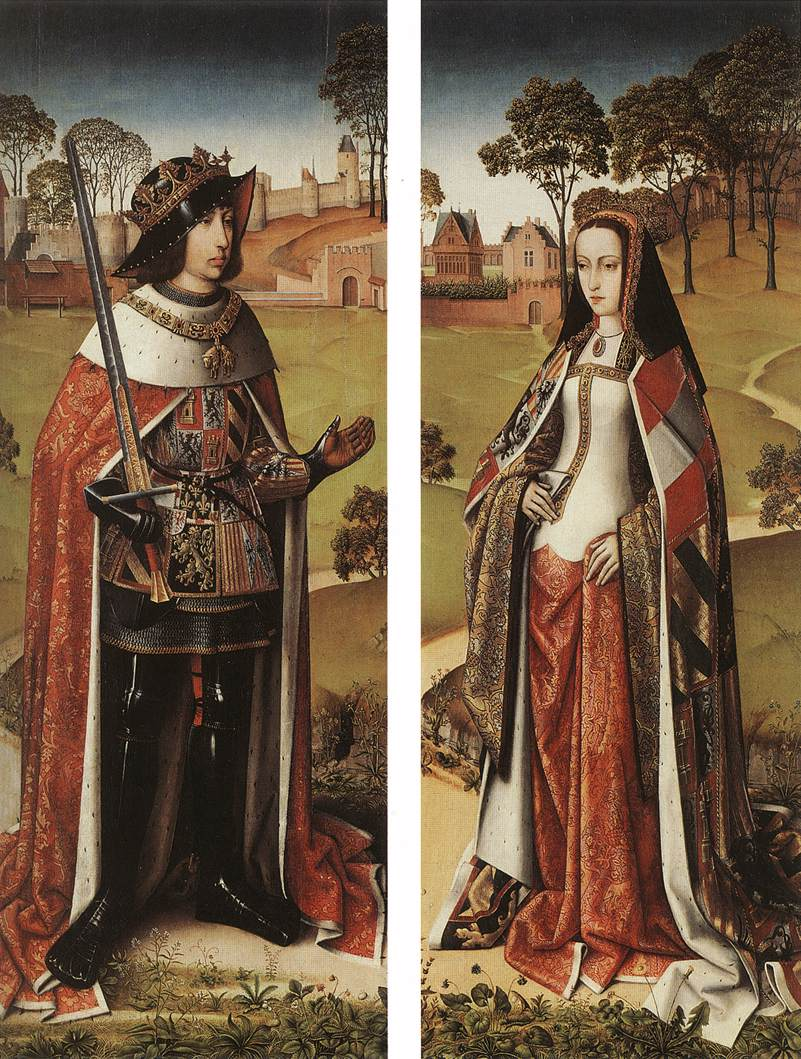
Филипп Красивый и Хуана, ок. 1500 г.

После смерти Хуана Астурийского (1497), Изабеллы (1498) и её сына Мигела да Паша (1500) наследницей Кастилии и Арагона стала Хуана. Это создало перспективу создания огромной габсбургской империи, включающей помимо Австрии, Нидерландов и Бургундии, бо́льшую часть Пиренейского полуострова и заморские владения.
Оставив детей во Фландрии, Филипп и Хуанна в ноябре 1501 года направились из Брюсселя в Кастилию по суше. 22 мая 1502 года в Толедском соборе при собрании кортесов их провозгласили наследниками престола. В 1503 году Филипп вернулся во Фландрию, оставив беременную супругу в Испании, где ей по настоянию матери следовало налаживать отношения с будущими подданными. 10 марта 1503 года в городе Алькала-де-Энарес Хуана родила сына, которого назвала Фердинандом в честь своего отца. Хуана страдала в разлуке с мужем и детьми и после ссор и препирательств с королевой-матерью, несмотря на опасное военное положение во Франции, всё-таки вернулась во Фландрию в июне 1504 года. Изабелла направила прошение Филиппу, чтобы он приставил к жене доверенных лиц во избежание выказывания строптивости Хуаны по отношению к религии, которой она тяготилась (отказывалась от исповеди и ходить на мессы). Хотя королева-мать рассчитывала на то, что воссоединение Хуаны с семьёй смягчит характер дочери.
26 ноября 1504 года королева Изабелла скончалась. Фердинанд II провозгласил дочь Хуану наследницей, согласно завещанию супруги, став при ней регентом. Эрцгерцог Филипп стал номинальным соправителем королевы Хуаны и в хартии от 18 января 1505 года назвался "Филиппом, милостью Божьей королём Кастилии, Леона и Гранады, эрцгерцогом Австрии и пр." ("фр. Philippe par la grace de Dieu roy de Castille, de Leon, de Grenade, archiduc d’Autriche etc."). Он не собирался отстраняться от власти и 24 ноября 1505 года было достигнуто Саламанкское соглашение, по которому Филипп признавался равным Хуане правителем Кастилии. Фердинанду отводилась должность постоянного регента (исп. gobernador) на случай отсутствия в Кастилии Филиппа или обоих монарших супругов. В Арагоне, однако, сословия отказались подтвердить права Хуаны на наследование, полагаясь на возможность рождения сына у короля Фердинанда II. Арагонцы также отрицательно относились к перспективе прихода к власти бургундских и нидерландских советников и приближённых Филиппа.
Всё это время Хуана и Филипп пребывали в Брюсселе, где 15 сентября 1505 года королева родила пятого ребёнка, девочку Марию, названную в честь бабки по отцовской линии Марии Бургундской.
В конце 1505 года Филипп торопился в Кастилию, чтобы вступить в свои владения, и приказал скорее снарядить флот, несмотря на риск зимнего путешествия. 10 января 1506 года чета с большой свитой отбыла на 40 кораблях. В Ла-Манше сильный шторм потопил несколько кораблей и разметал остальные. Королевская чета высадилась в английской гавани Портленда, а флот задержался в Англии на 3 месяца. 
Оказавшись во власти английского короля Генриха VII, Филипп был вынужден пойти на ряд уступок в англо-нидерландских торговых отношениях, передать Англии последних лидеров Йоркской партии, нашедших убежище в бургундских владениях и обещать военную помощь в случае нападения Франции на Англию. В обмен он получил своё признание королём Кастилии и военный союз в случае угрозы его правам со стороны Арагона.

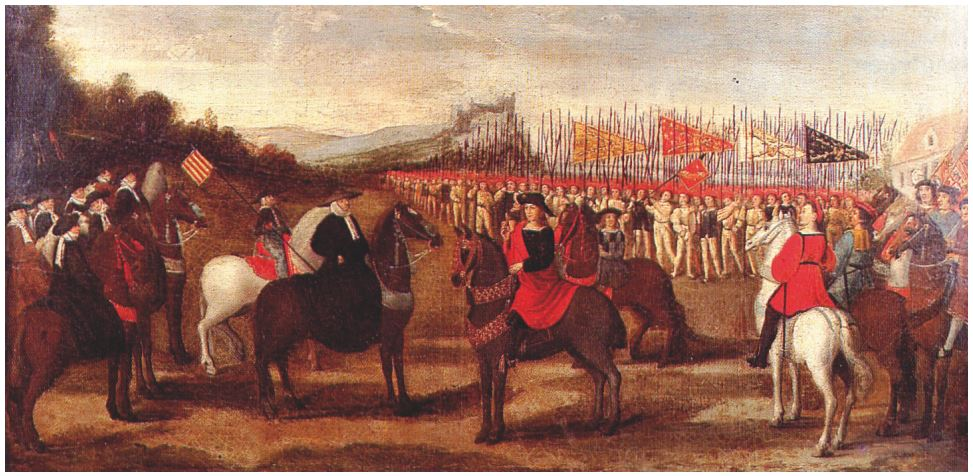
Встреча Филиппа и Фердинанда Арагонского в Ремесале 20 июня 1506 года

В апреле 1506 года флот отчалил от берегов Англии, но направился не в назначенный катабрийский Ларедо, а в галисийский Ла-Корунья, чтобы заручиться поддержкой местной знати до встречи с тестем. 28 апреля 1506 года Филипп прибыл в Ла-Корунью, привезя с собой отряд немецких наёмников для борьбы с претензиями Фердинанда Арагонского на Кастилию.
Получив желаемое, Филипп вынудил Фердинанда подписать Вильяфафильское соглашение (27 июня 1506 года) и уехать в Арагон с полученной финансовой компенсацией. Благодаря этому соглашению, не без деятельного участия архиепископа Толедо Франсиско Хименеса де Сиснероса, удалось избежать гражданскую войну. Впоследствии в присутствии своих ближайших советников король Фердинанд подписал секретный документ, в котором говорилось, что он согласился на договор против своей воли и считал его недействительным. Кортесы Вальядолида провозгласили Филиппа королём Кастилии под именем Филиппа I. Таким образом, Филипп стал первым королём Кастилии из династии Габсбургов.
Не имея прочной опоры в Испании, Филипп щедро раздавал привилегии и земли местной аристократии и своим фламандским приближённым, что привело к некоторому ослаблению королевской власти в стране. Филипп I был чужд религиозного фанатизма.

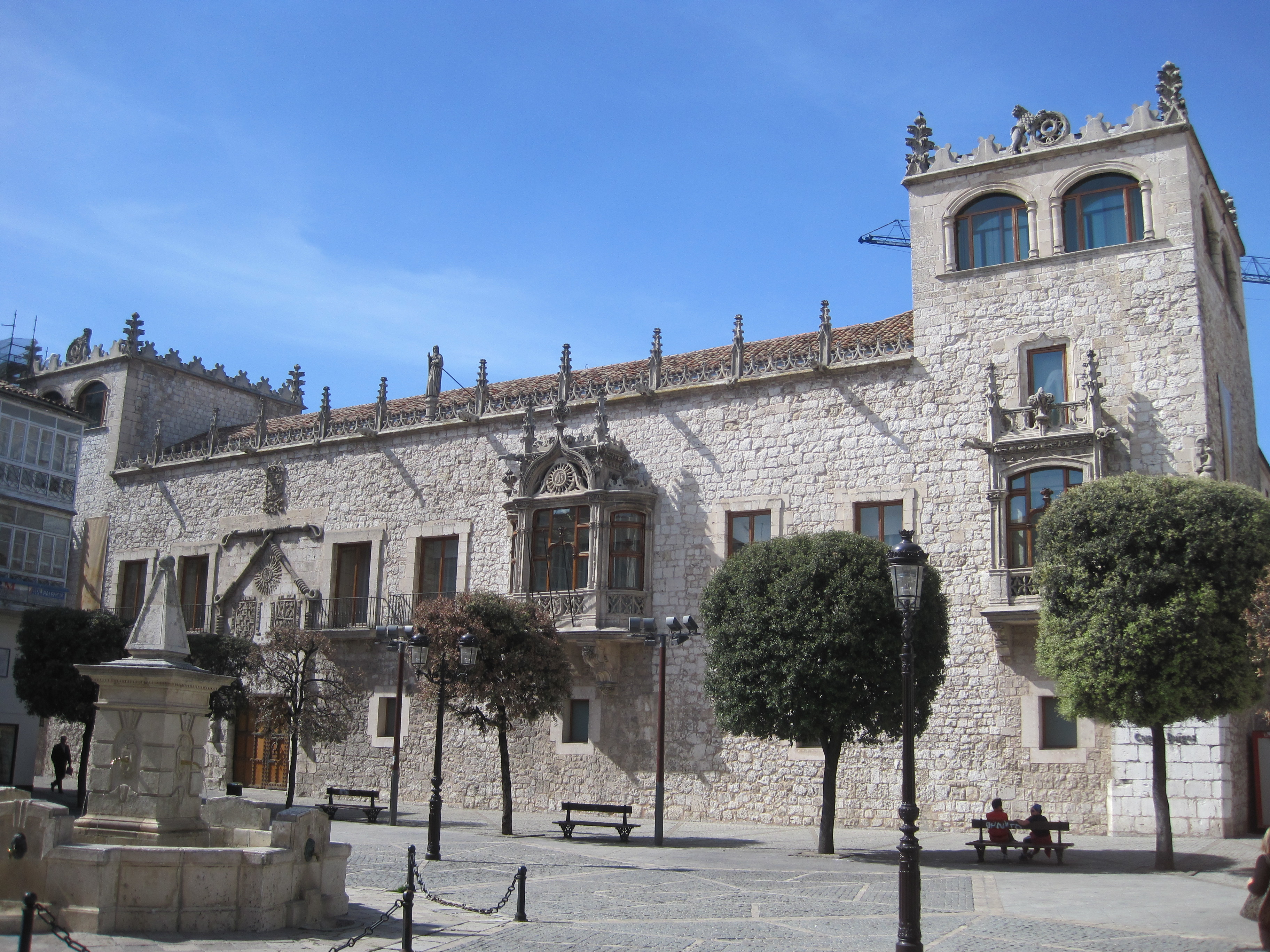
Дворец Каса-дель-Кордон в Бургосе, где скончался Филипп Красивый

Филипп желал стать единоличным правителем со всей полнотой власти и рассчитывал на поддержку кортесов в попытке объявить Хуану душевнобольной, а, следовательно, недееспособной. Однако высшее дворянство во главе с адмиралом Кастилии Фадрике Энрике де Веласко, родственником королевы, оспаривали невозможность королевы управлять государством, особенно после прямого разговора с Хуаной. Ту же позицию заняли и представители городов. План Филиппа провалился. 12 июля 1506 года в городе Вальядолид кортесы приветствовали королеву Хуану и её супруга "истинного законного правителя".
Менее чем через два месяца, 25 сентября 1506 года 28-летний Филипп I умер во дворце Каса-дель-Кордон, предположительно, от брюшного тифа. В то время ходили слухи, что его отравили. Историк Жан-Мари Коши предполагает, что Филипп мог умереть от чумы, которая фиксировалась в округе, а сам Филипп чувствовал переутомление, отчего ни разу не отправился на любимую охоту, о чём писал отцу ещё в июле 1506 года. Из донесения командира ландскнехтов Вольфганга фон Фюрстенберга Максимилиану следует, что в Ла-Корунье Филипп ел только за столом Фюрстенберга, не доверяя другим подавать пищу. Однако Максимилиан без колебаний и открыто перед императорским сеймом обвинил Людовика XII в смерти своего любимого сына.

### Похороны
Вдовствующая королева решила перевести тело супруга, умершего и захороненного в Бургосе, в Гранаду, где Филипп желал быть упокоенным (своё сердце он завещал похоронить в Брюсселе, что и было исполнено), передвигаясь по ночам. Однако Фердинанд выступил против того, чтобы его зятя похоронили в Гранаде раньше его самого. Королева Хуана не отходила от гроба мужа, а путешествие по кастильским землям длилось восемь месяцев. Процессию сопровождало много людей, включая религиозных деятелей, дворян, фрейлин, солдат и слуг. В городах, через которые проезжала процессия, распространялись слухи о помешательстве королевы, спустя несколько месяцев дворяне, «вынужденные» своим положением следовать за королевой, начали роптать на невозможность управлять своими наделами ради «безумия».
Филипп Красивый упокоен в Королевской усыпальнице Гранады (Capilla Real de Granada) рядом с супругой и её родителями.
Наследником бургундских владений Филиппа и будущим королём Испании и императором Священной Римской империи стал его старший сын Карл.

## Прозвище
Филиппа прозвали "Красивым" или "Прекрасным" за его привлекательную внешность.
Венецианский посол Винченцо Кверини писал, что Филипп "красив телом, энергичен и цветущий" (итал. bello di corpo, gagliardo e prospero). Мартире д’Ангьера, Пьетро и Лоренцо де Падилья также отмечали его приятную внешность. Французский король Людовик XII при виде Филиппа сказал: "Какой красивый принц!" (фр. Que voilà un beau prince!).
Стройный и подтянутый Филипп любил роскошый наряды и умел нравиться женщинам. За ловкость и сноровку в рыцарских упражнениях и охоте уже в юном возрасте к его двору направляли принцев на обучение. 
Жан-Луи Пало предполагает, что своё прозвище Филипп также мог получить за свой стиль езды верхом и спортивные трюки. В 1502 году в Кастилии он удивил всех своими навыками верховой езды, когда перепрыгивал с одной лошади на другую. Ему нравился испанский стиль езды (заимствованный от мусульман) «à la jineta» с согнутыми коленями на коротких стременах, которому за считанные дни научился у Рамона Кардонского, мастера конюшни короля Фердинанда. По словам Лоренсо де Падильи, Филипп «в свободное время играл во все виды спорта и больше прочих любил la pelota (гандбол)». Испанскому стилю одежды Филипп предпочитал роскошный «мавританский».
У Филиппа было также прозвище "Верующий в Совет" (Croit-Conseil), выбранный ему Оливье де Ламаршем. Значение его могло сводится к покладистости принца, доверяющего управление совету, открытого для слов благоразумных и мудрых советников.

## Образ в культуре

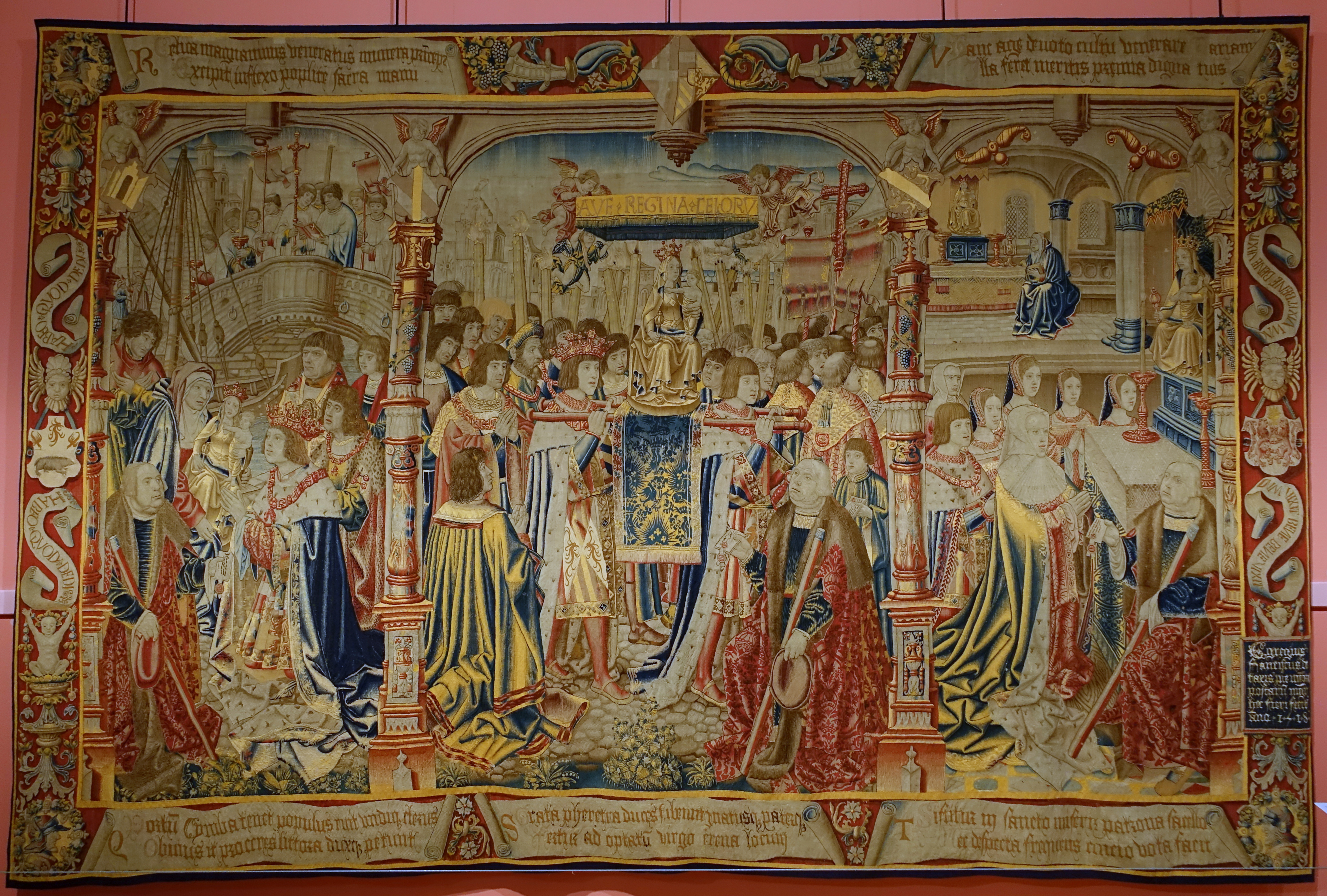
Прибытие статуи Нотр-Дам в Брюссель, 1518 год. Шерсть, шёлк. Музей Пятидесятилетия, Брюссель (Бельгия). Коленопреклоненная фигура в короне слева - Филипп.

- Композитор Питер Фрей написал песню о путешествии Филиппа и его визите в Сантьяго в 1506 году[31].
- Существует две "исторические" песни в Нидерландах о путешествиях и смерти Филиппа, рисующих тёмный образ Хуаны. Одна из песен обвиняет её в отравлении[31].
- На смерть сына Максимилиан написал музыку "Absalon, fili mi", а слова Пьера де ла Рю, хотя это оспаривается[32][33].
- На главной панели одной из сторон «Арки Филиппа IV» Питера Пауля Рубенса, Якоба Йорданса и Корнелиса де Воса (1614 г.) изображена свадьба Филиппа и Хуаны[34].
- В кенотафе Максимилиана в Инсбруке представлена статуя (272 см) Филиппа[35].
- Множество художественных полотен с горюющей по мужу Хуаной: «Хуана над гробом мужа» (1877). Франсиско Прадильи[36], «Хуана Безумная» (1836) К. К. Штейбена, "Слабоумие доны Хуаны Кастильской"(1866) Лоренцо Валлеса[исп.][37][38].
- Филипп Красивый изображён на бельгийской почтовой марке 1996 года.

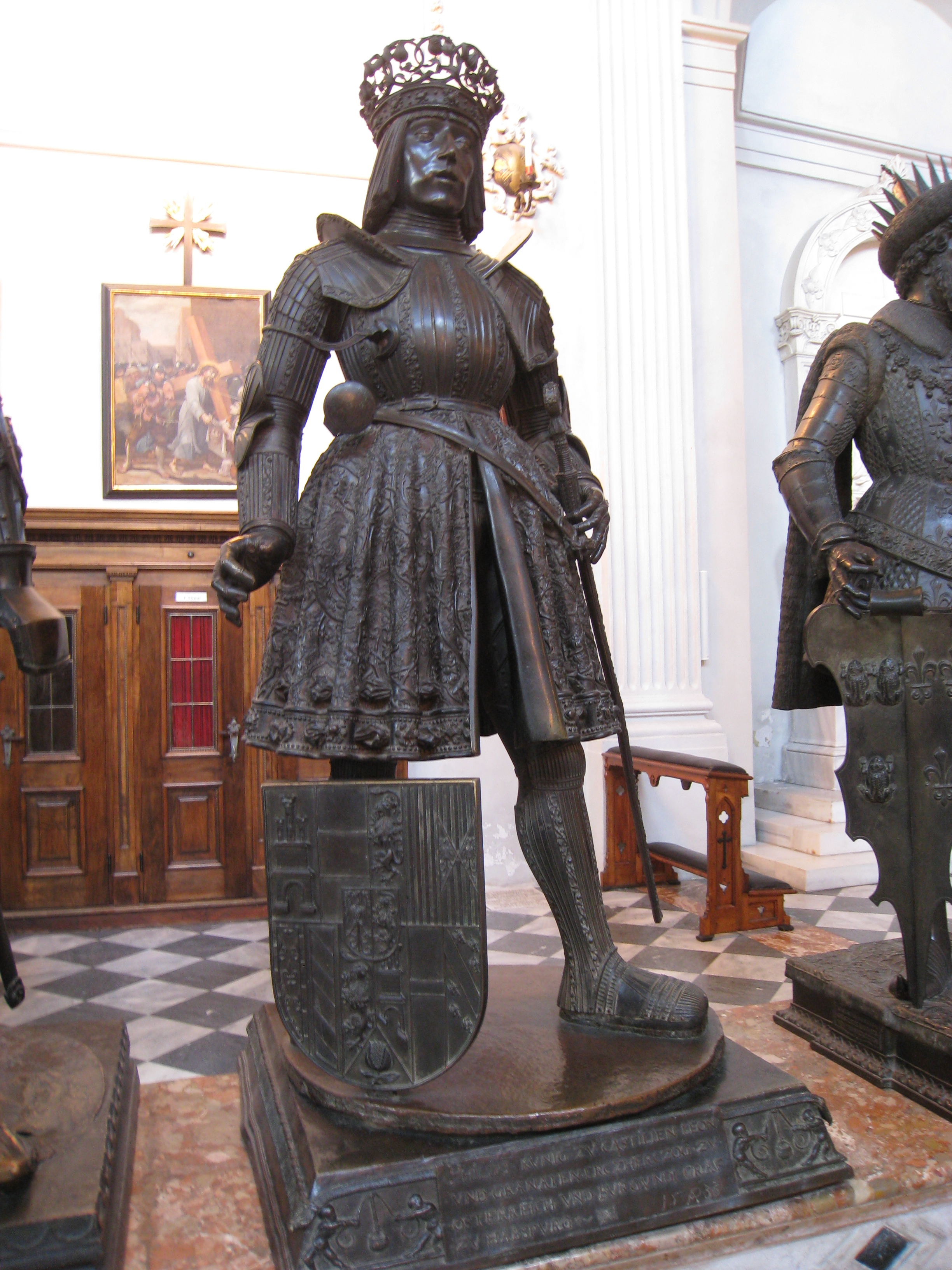
Статуя Филиппа в кенотафе Максимилиана
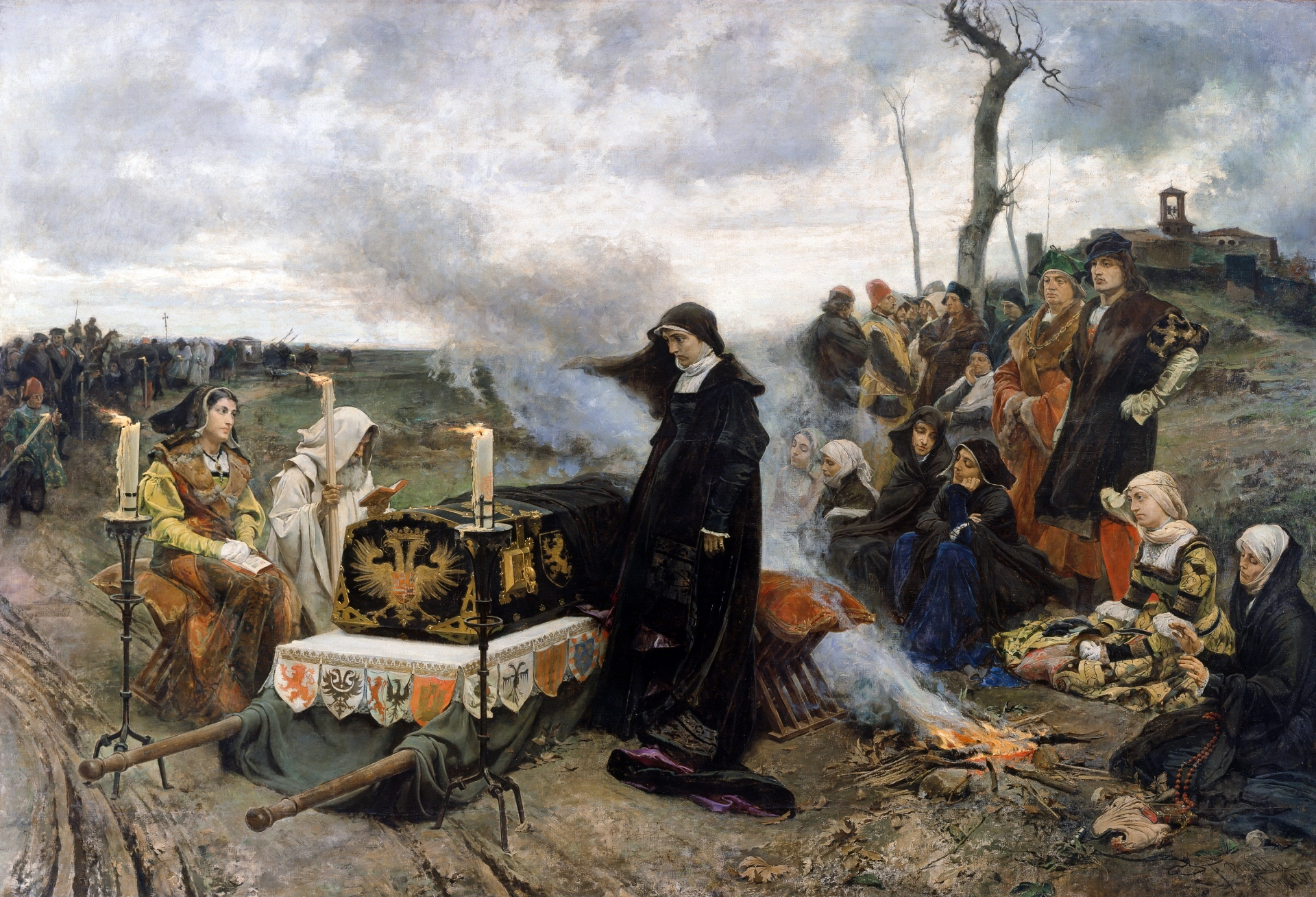
«Хуана над гробом мужа» (1877). Ф.Прадилья. Музей Прадо

## Брак и дети
- (1496) Хуана I Кастильская «Безумная» (1479—1555), королева Кастилии и Леона (c 1504 г.):

- Элеонора (1498—1558), замужем (1518) за Мануэлом I, королём Португалии, вторым браком (1530) за Франциском I, королём Франции;
- Карл V (1500—1558), император Священной Римской империи (1519—1556), король Испании (1516—1556);
- Изабелла (1501—1525), замужем (1515) за Кристианом II, королём Дании, Норвегии и Швеции;
- Фердинанд I (1503—1564), император Священной Римской империи (с 1558 г.), король Чехии и Венгрии (c 1526 г.), эрцгерцог Австрии (с 1521 г.);
- Мария (1505—1558), замужем (1522) за Людовиком II, королём Чехии и Венгрии;
- Екатерина (1507—1578), замужем (1525) за Жуаном III, королём Португалии.

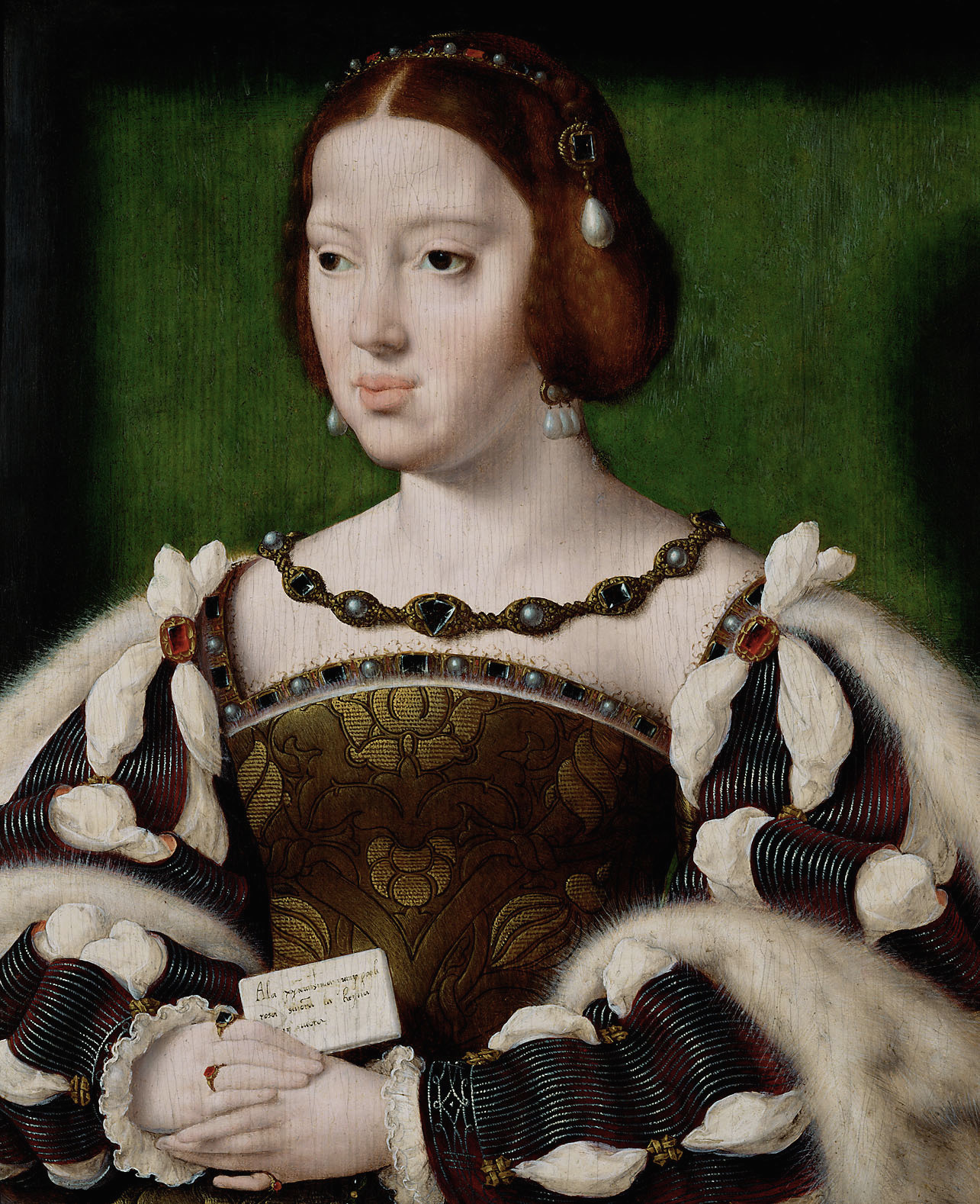
Элеонора
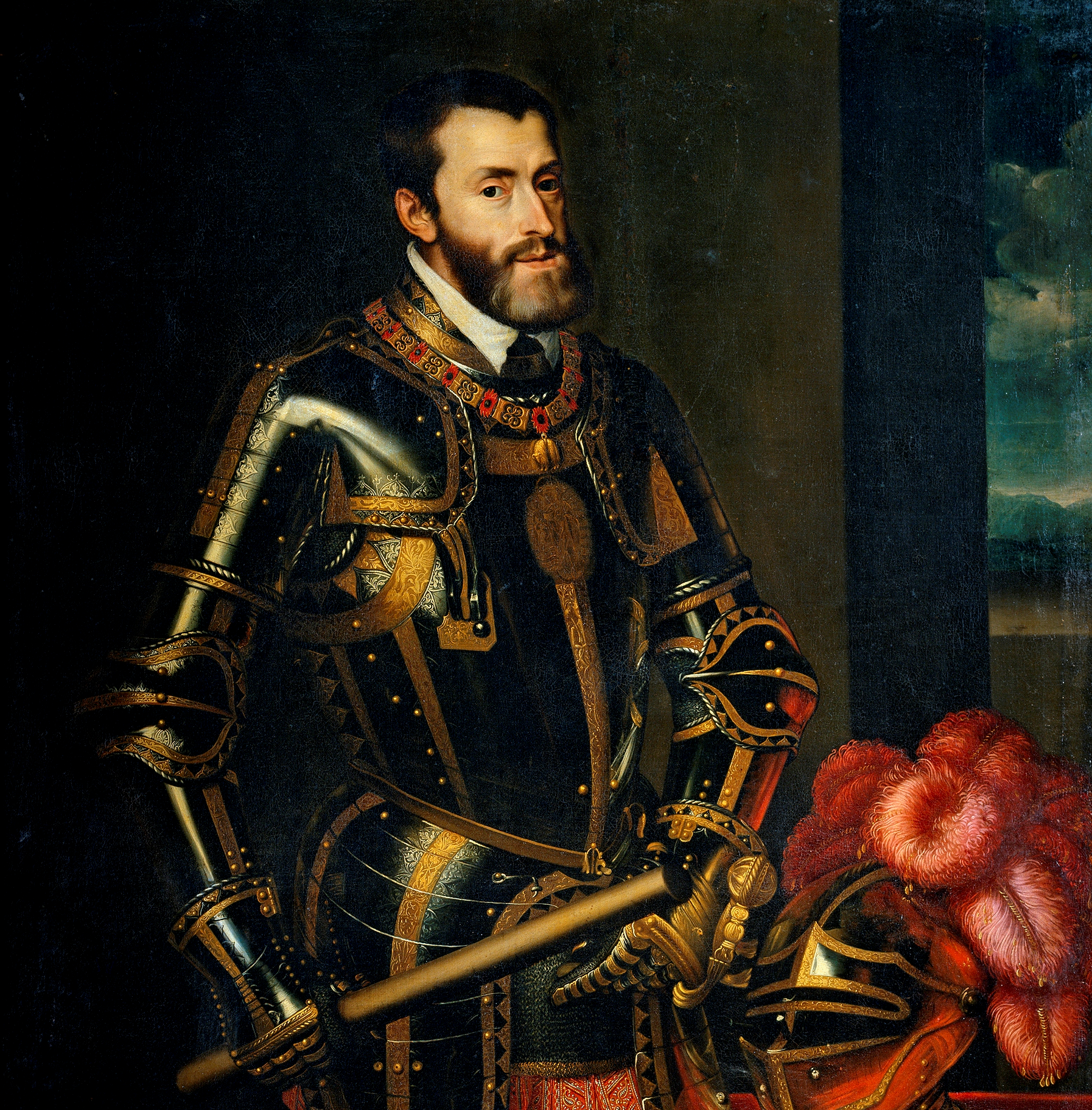
Карлос (Карл V)
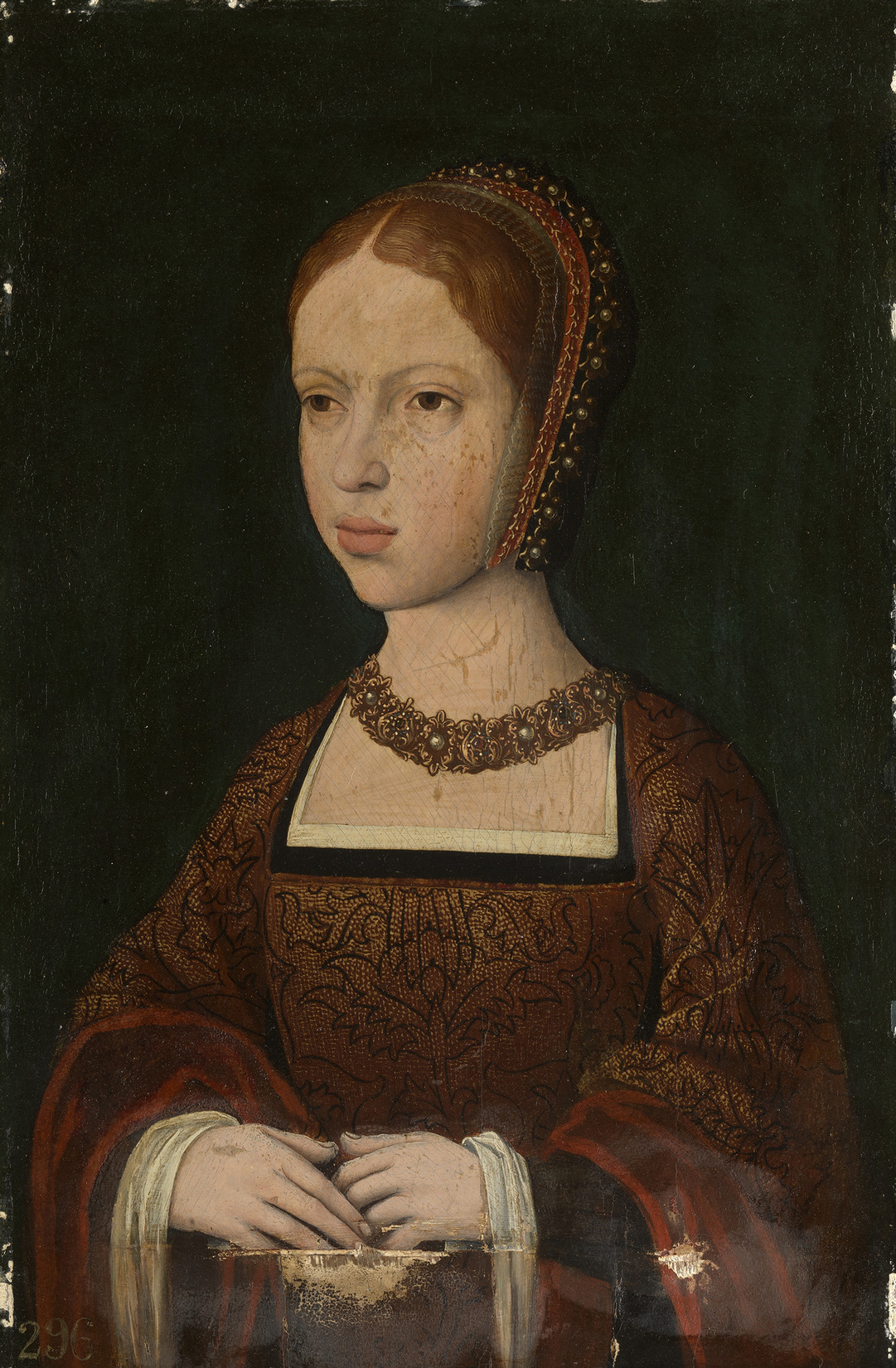
Изабелла
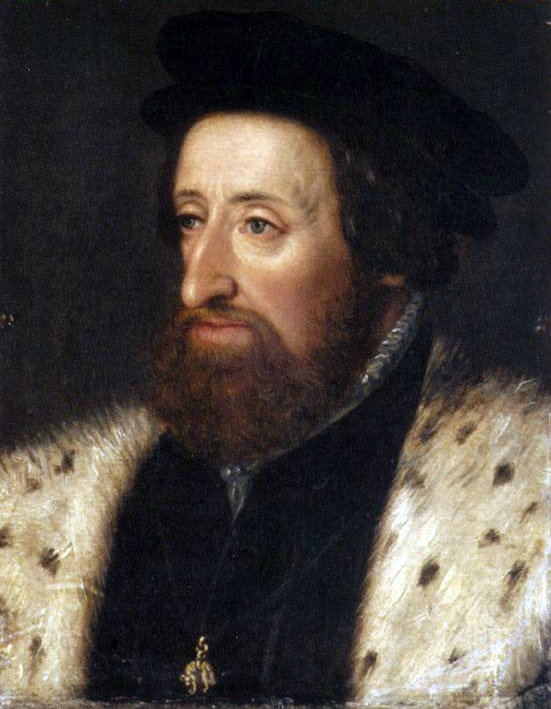
Фердинанд I
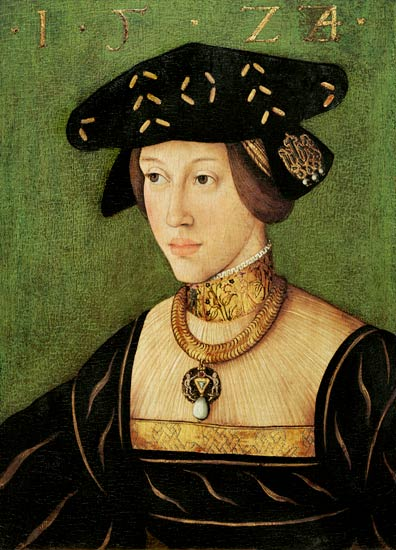
Мария
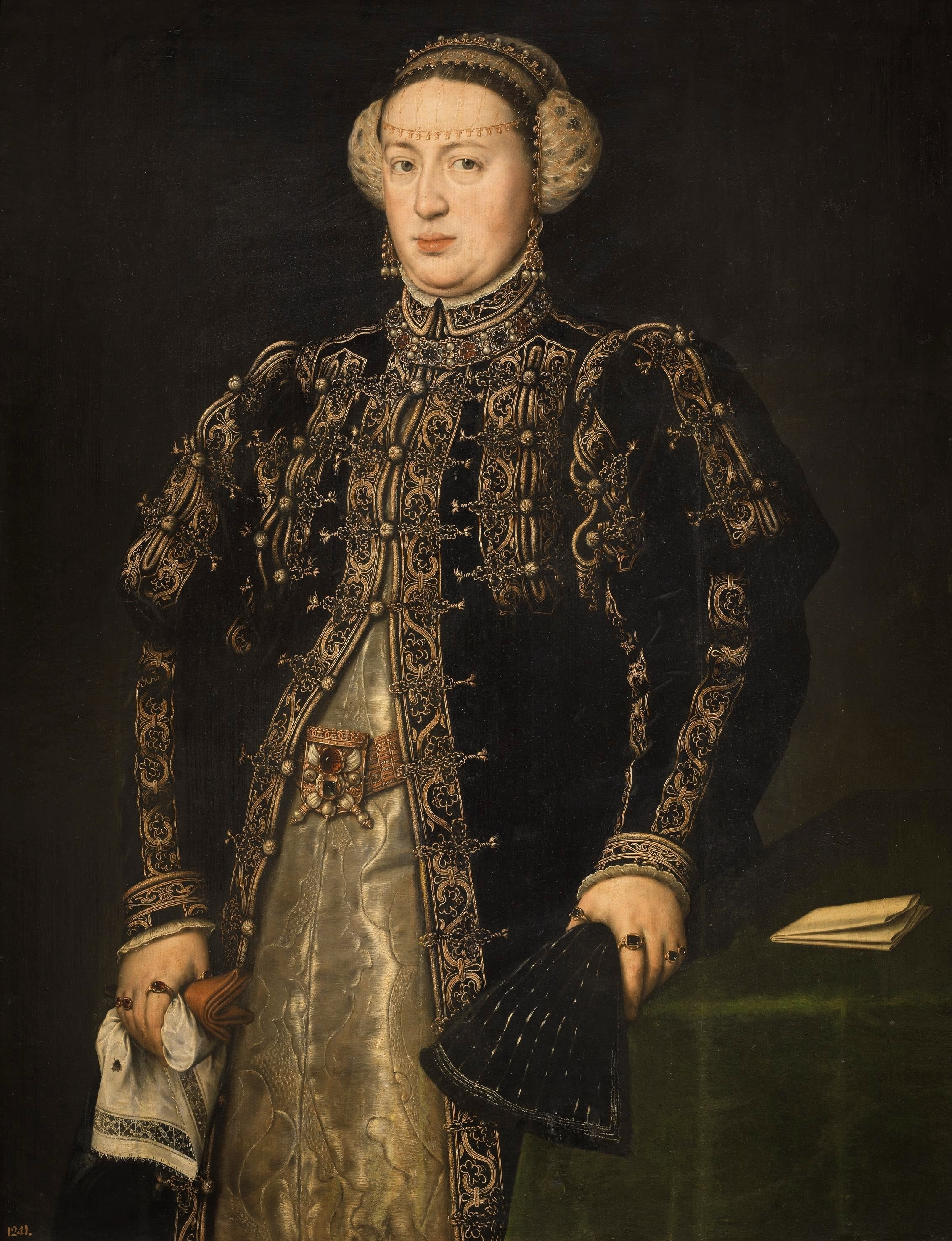
Екатерина